# Владимирский, Сергей Алексеевич
Сергей Алексеевич Влади́мирский (12 [24] июня 1860 года, Москва — 26 сентября [9 октября] 1902 года, там же) — деятель профессионально-технического образования в России.

## Биография
Родился в Москве 12 июня 1860 года.
28 мая 1882 года окончил Императорское Московское техническое училище в звании инженера-механика. Был директором Костромского соединенного промышленного училища им.Ф.В.Чижова до 1899 г. 4 мая г. стал директором промышленных училищ Костромской губернии им. Ф.В. Чижова. 7 августа 1899 г. переведен на должность директора Московского Промышленного училища по предложению Министра народного просвещения от 14 апреля 1899 г. № 9224. Скончался 26 сентября 1902 г. от туберкулеза легких.
В 1887 создал при ИМТУ отдел технического образования Политехнического общества и вплоть до смерти в 1902 году был его председателем. Также являлся секретарём Московского общества распространения технических знаний, при котором организовывал воскресные школы черчения и рисования. С 1882 по 1902 г. руководил ремесленными и техническими училищами в Москве и Костроме.

## Профессиональная деятельность
Владимирский внёс значительный вклад в разработку теории и методики подготовки профессиональных рабочих в России. Он сделал анализ состояния промышленного образования в стране, обратил внимание на необходимость учёта тенденций технологического прогресса в процессе производственного обучения. Понимая связь между общим и профессиональным образованием, он настаивал на приобщении рабочих к более широкому кругу знаний и взаимодействии учащихся с фабриками. Владимирский подготовил одну из первых в России квалификационных характеристик слесаря («О способах преподавания слесарного ремесла в наших технических школах», 1887), заложил фундамент операционно-предметной системы производственного обучения («Метод обучения ручной обработке металлов (слесарному ремеслу) на типичных деталях машин», 1888). Подвергнув критическому анализу «систему МТУ», предложенную в конце 1860-х гг. Д. К. Советкиным, ввёл, помимо приёмов-операций, «комбинации приёмов», которые, повторяясь, постепенно усложняются методом подбора изделий и деталей машин; для этого он составил специальную программу, альбом чертежей, подготовил методические материалы. Идея Владимирского о разумном сочетании операции и комплекса операций, части целого и всего целого имела основополагающее значение для последующего развития дидактики производственного обучения.

## Сочинения
- Об образовательном значении практических занятий в мастерских технических школ; в кн.: Съезд русских деятелей по техническому и профессиональному образованию в России. 1889—1890. — С.-Пб, 1890.
- Заметки о современном состоянии низших профессиональных училищ в России. — М., 1896.
- Низшая профессиональная школа в России, что от нее требуют и что она дает. — Нижний Новгород, 1896[4].